# Trifolium carolinianum
Trifolium carolinianum är en ärtväxtart som beskrevs av André Michaux. Trifolium carolinianum ingår i släktet klövrar, och familjen ärtväxter. Inga underarter finns listade i Catalogue of Life.